# Margveti Zestaponi
Margveti Zestaponi (georgiska: საფეხბურთო კლუბი მარგვეთი ზესტაფონი, Sapechburto Klubi Margveti Zestaponi) är en georgisk fotbollsklubb från staden Zestaponi, bildad år 1937. Klubben spelar sina hemmamatcher på Tsentraluri Stadioni i Zestaponi. 

## Historia
Klubbnamn:
- 1937–1989: Metalurgi Zestaponi
- 1990–1998: Margveti Zestaponi
- 1999–2004: Metalurgi Zestaponi
- 2006– Margveti Zestaponi

Klubben bildades den 10 maj 1937 som Metalurgi Zestaponi, medan vissa källor anger att klubben skall ha bildats året därpå, 1938. Klubben representerad då det lokala ferrolegeringsföretaget i Zestaponi. År 1938 gjorde klubben sin debut i den lokala fotbollsligan som spelades fram till år 1990, då Umaghlesi Liga började spelas. Under samma år bildades den georgiska fotbollsfederationen i Tbilisi som då lanserade Umaghlesi Liga. Flera större klubbar som tidigare spelat i det sovjetiska mästerskapet, som FK Dinamo Tbilisi och Guria Lantjchuti gick då med i Umaghlesi Liga istället. Vid tiden nybildades klubben under namnet Margveti Zestaponi och gick med i Pirveli Liga (nivå 2 i ligasystemet). Efter sin första säsong i divisionen gick klubben direkt upp i Umaghlesi Liga. Margveti kom sedan att spela under stora delar av 1990-talet i Umaghlesi Liga, med en andraplats från säsongen 1995/1996 som bästa resultat. Två år senare kom klubben dock att sluta på sista plats i ligan, vilket ledde till att Margveti relegerades till Pirveli Liga. År 2000 deklarerades klubben som bankrutt. 
Klubben fanns kvar, men i lägre divisioner. År 2004 drog sig klubben helt ur det georgiska ligasystemet för att år 2006 ersättas av en nybildning under namnet Margveti-2006 Zestaponi. Idag (2023) håller klubben till i Liga 3 (tredje nivån i det georgiska ligasystemet). 
På grund av sitt framgångsrika resultat i Umaghlesi Liga säsongen 1995/1996 fick klubben spela i Uefacupen 1996/1997. Där ställdes man i den första rundan mot Sliema Wanderers FC från Malta. I den första matchen lyckades man vinna med 3-1, men vinsten följdes upp av en 3-0 förlust vilket ledde till att Sliema gick vidare med 4-3 sammanlagt.
Även om Margveti Zestaponi och FK Zestaponi kommer från samma stad har de både klubbarna aldrig mött varandra i ligaspel och båda klubbarna härrör från den gamla klubben Metalurgi Zestaponi.

## Säsonger
| Säsong    | Liga           | Pos. | Sp. | V  | O  | F  | GM  | IM | P  | Cup           | Europa                     | Noter       | Tränare |
| --------- | -------------- | ---- | --- | -- | -- | -- | --- | -- | -- | ------------- | -------------------------- | ----------- | ------- |
| 1990      | Pirveli Liga   | 2    | 38  | 28 | 3  | 7  | 102 | 44 | 87 | 32-lagsrundan |                            | Uppflyttade |         |
| 1991      | Umaghlesi Liga | 8    | 19  | 8  | 3  | 8  | 32  | 32 | 27 | 32-lagsrundan |                            |             |         |
| 1991/1992 | Umaghlesi Liga | 8    | 38  | 14 | 11 | 13 | 60  | 58 | 53 | 16-delsfinal  |                            |             |         |
| 1992/1993 | Umaghlesi Liga | 6    | 32  | 15 | 5  | 12 | 49  | 54 | 50 | Semifinal     |                            |             |         |
| 1993/1994 | Umaghlesi Liga | 8    |     |    |    |    |     |    |    |               |                            |             |         |
| 1994/1995 | Umaghlesi Liga | 9    | 30  | 10 | 6  | 14 | 35  | 53 | 36 | 32-lagsrundan |                            |             |         |
| 1995/1996 | Umaghlesi Liga | 2    | 30  | 22 | 2  | 6  | 85  | 37 | 68 | Semifinal     |                            |             |         |
| 1996/1997 | Umaghlesi Liga | 7    | 30  | 12 | 2  | 16 | 44  | 66 | 38 | Kvartsfinal   | Uefacupen inledande rundan |             |         |
| 1997/1998 | Umaghlesi Liga | 16   | 30  | 2  | 7  | 21 | 21  | 75 | 13 | 32-lagsrundan |                            | Nedflyttade |         |
| 1998/1999 | Pirveli Liga   |      |     |    |    |    |     |    |    |               |                            |             |         |
| 1999/2000 | Pirveli Liga   |      |     |    |    |    |     |    |    | 16-delsfinal  |                            |             |         |
| 2006/2007 | Regionuli Liga |      |     |    |    |    |     |    |    |               |                            |             |         |
| 2007/2008 | Meore Liga     |      |     |    |    |    |     |    |    |               |                            |             |         |
| 2008/2009 | Meore Liga     |      |     |    |    |    |     |    |    |               |                            |             |         |
| 2009/2010 | Meore Liga     |      |     |    |    |    |     |    |    |               |                            |             |         |
| 2010/2011 | Meore Liga     |      |     |    |    |    |     |    |    |               |                            |             |         |
| 2011/2012 | Meore Liga     |      |     |    |    |    |     |    |    |               |                            |             |         |
Reserver
| Säsong    | Liga              | Pos. | Sp. | V  | O | F  | GM | IM | P  | Noter | Tränare |
| --------- | ----------------- | ---- | --- | -- | - | -- | -- | -- | -- | ----- | ------- |
| 1995/1996 | Pirveli Liga Väst | 17   | 38  | 12 | 3 | 23 | 54 | 83 | 39 |       |         |

## Margveti i Europa
| Säsong    | Tävling   | Runda | Land  | Klubb            | Resultat |
| --------- | --------- | ----- | ----- | ---------------- | -------- |
| 1996/1997 | Uefacupen | 1Q    | Malta | Sliema Wanderers | 3–1, 0–3 |

### Fotnoter
1. 1 2  ”History” (på ryska). FK Zestaponi. Arkiverad från originalet den 30 april 2012. https://web.archive.org/web/20120430005132/http://www.fczestafoni.ge/Rus/History/history.htm. Läst 23 april 2012.
2. ↑  ”Georgia - List of Foundation Dates” (på engelska). rsssf. http://www.rsssf.com/tablesg/georfound.html.
3. ↑  ”Uefa Europa League 1996/1997 - FC Margveti Zestafoni” (på engelska). Uefa. 24 juli 1996. http://www.uefa.com/uefaeuropaleague/season=1996/clubs/club=60608/matches/index.html.